# Mart Kongo
Mart Kongo (ur. 14 czerwca 1950 w Tartu) – estoński kierowca wyścigowy.

## Biografia
W 1973 roku ukończył studia na Uniwersytecie Technicznym w Tallinnie, uzyskując tytuł inżyniera transportu. W 1976 roku pod wodzą Jüri Tamma rozpoczął rywalizację w sportach motorowych. Początkowo rywalizował Estonią 18M. W 1977 roku zadebiutował w Estońskiej Formule Easter. W 1981 roku zmienił pojazd na Estonię 20. Zajął w tamtym roku drugie miejsce w wyścigu na otwarcie sezonu na torze Bikernieki.
W latach 1982–1983 zaprojektował własny samochód wyścigowy, do budowy którego wykorzystał niektóre elementy nadwozia Estonii 20. Cechą charakterystyczną tego pojazdu było wykorzystanie efektu przyziemnego. Kongo zadebiutował tym samochodem w wyścigach w 1983 roku, kiedy to zajął drugie miejsce w wyścigu na otwarcie sezonu oraz zwyciężył w zawodach Ministerstwa Transportu ZSRR. W sezonie 1984 uczestniczył w I lidze Sowieckiej Formuły Easter. Kongo wygrał wyścig w Bikerniekach i zajął szóste miejsce w Czajce, dzięki czemu zdobył mistrzostwo ZSRR. Ponadto w sezonie 1984 Kongo zwyciężył jeszcze w wyścigu „Jantarnaja Wołga” oraz w mistrzostwach krajów bałtyckich.
W 1985 roku Kongo zadebiutował w wyższej lidze Sowieckiej Formuły Easter. W debiutanckim wyścigu na torze Rustawi Estończyk zajął dziesiąte miejsce, zawodów w Czajce nie ukończył, natomiast zwyciężył wyścig w Bikerniekach. Dzięki tym wynikom Kongo zajął siódme miejsce w klasyfikacji końcowej, będąc obok Urmasa Põlda jedynym debiutantem, którym zakończył sezon w pierwszej dziesiątce. Zdobył również w tamtym roku wicemistrzostwo Estonii. Pod koniec sezonu zrezygnował z jazdy samochodem własnej konstrukcji (ścigali się nim później Andris Štāls i Jüri Zeps) i rozpoczął rywalizację Estonią 21M.
W sezonie 1986 estoński zawodnik zajął trzecie miejsce w klasyfikacji Sowieckiej Formuły Easter po uzyskaniu czwartego miejsca w Rustawi i trzeciego w Czajce. Ponadto Kongo zadebiutował w tamtym roku w Pucharze Pokoju i Przyjaźni, zajmując dwunastą pozycję w Bikerniekach.
W 1987 roku Kongo zmienił przynależność klubową i rozpoczął ściganie się Estonią 21.10. W Rustawi zajął siódme miejsce, nie zakwalifikował się do finałowego wyścigu w Czajce, był trzeci w Bikerniekach oraz zajął jedenaste miejsce w finałowym wyścigu sezonu, również w Bikerniekach. Te wyniki umożliwiły Kongo zajęcie szóstego miejsca w klasyfikacji końcowej. Był również trzeci w mistrzostwach Estonii. Rok później kierowca powtórzył trzecie miejsce w mistrzostwach Estonii, natomiast w mistrzostwach ZSRR zajął 24. miejsce, raz uzyskując dwunastą pozycję i dwukrotnie nie kończąc wyścigu. W sezonie 1989 Kongo zajął w ramach Sowieckiej Formuły Easter drugie miejsce na torze Czajka, a także zwyciężył w Bikerniekach i Rustawi. Dzięki tym wynikom Kongo zdobył mistrzostwo serii. Poza mistrzostwami ZSRR wygrał również wyścig „Jantarnaja Wołga”, a także zdobył wicemistrzostwo Estonii w klasyfikacji Formuły Easter.
W 1990 roku Kongo zadebiutował Estonią 21.10 w Sowieckiej Formule 1600. W pierwszym wyścigu w Czajce Estończyk był piąty, rund w Bikerniekach oraz Czajce (2) nie ukończył. Dzięki tym wynikom Kongo zajął trzynastą pozycję w klasyfikacji kierowców. Został również mistrzem Estońskiej Formuły 1600. Kongo powrócił ponadto do rywalizacji w Pucharze Pokoju i Przyjaźni, zajmując w Bikerniekach czwarte miejsce. Wygrał również zawody „Jantarnaja Wołga”. Pod koniec sezonu rozpoczął jazdę Estonią 25. W sezonie 1991 nie został sklasyfikowany w Sowieckiej Formule 1600, nie kończąc jedynego wyścigu, w jakim wziął udział. Obronił za to tytuł w Estońskiej Formule 1600, wygrał również wyścigi „Jantarnaja Wołga” i „Trud”. W 1992 wygrał wyścig w Poznaniu w ramach Międzynarodowych WSMP. Zajął także dwunaste miejsce w wyścigu krajów bałtyckich w Bikerniekach.

## Wyniki
| Legenda oznaczeń w tabelach wyników Wyświetl szablon na nowej stronie | Legenda oznaczeń w tabelach wyników Wyświetl szablon na nowej stronie                                                                     |
| Oznaczenie                                                            | Wyjaśnienie |
| --------------------------------------------------------------------- | --- |
| Złoty                                                                 | Zwycięzca lub mistrzostwo |
| Srebrny                                                               | 2. miejsce lub wicemistrzostwo |
| Brązowy                                                               | 3. miejsce lub II wicemistrzostwo |
| Zielony                                                               | Ukończył, punktował (w klasyfikacji generalnej, gdy zdobył co najmniej jeden punkt na przestrzeni sezonu, poza trzema powyższymi opcjami) |
| Niebieski                                                             | Ukończył, nie punktował (w klasyfikacji generalnej, gdy nie zdobył co najmniej jednego punktu na przestrzeni sezonu)                      |
| Czerwony                                                              | Nie zakwalifikował się (NZ) |
| Czerwony                                                              | Nie prekwalifikował się (NPK) |
| Różowy                                                                | Nie ukończył (NU) |
| Różowy                                                                | Niesklasyfikowany (NS) (w klasyfikacji generalnej, gdy nie został sklasyfikowany w żadnym wyścigu sezonu)                                 |
| Czarny                                                                | Zdyskwalifikowany (DK) |
| Czarny                                                                | Wykluczony (WYK/EX) |
| Biały                                                                 | Nie wystartował (NW) |
| Biały                                                                 | Kontuzjowany (K/INJ) |
| Biały                                                                 | Wyścig odwołany (OD/C) |
| Bez koloru                                                            | Został wycofany (WYC/WD) |
| Bez koloru                                                            | Nie przybył (NP/DNA) |
| Bez koloru                                                            | Nie brał udziału w treningach (NT/DNP) |
| Bez koloru                                                            | Nie został zgłoszony (–) |
| Pogrubienie                                                           | Start z pole position |
| Kursywa                                                               | Najszybsze okrążenie wyścigu |
| †                                                                     | Nie ukończył, ale jego rezultat został zaliczony ze względu na przejechanie więcej niż 90% dystansu wyścigu.                              |
| *                                                                     | Sezon w trakcie |
| 1/2/3                                                                 | Punktowana pozycja w sprincie kwalifikacyjnym                                                                                             |
| Lista systemów punktacji Formuły 1                                    | |

### Puchar Pokoju i Przyjaźni
| Rok  | Samochód    | Silnik | Wyniki w poszczególnych eliminacjach | Wyniki w poszczególnych eliminacjach | Wyniki w poszczególnych eliminacjach | Wyniki w poszczególnych eliminacjach | Wyniki w poszczególnych eliminacjach | Wyniki w poszczególnych eliminacjach | Wyniki w poszczególnych eliminacjach | Pkt. | Msc. |
| ---- | ----------- | ------ | ------------------------------------ | ------------------------------------ | ------------------------------------ | ------------------------------------ | ------------------------------------ | ------------------------------------ | ------------------------------------ | ---- | ---- |
| 1986 |             |        | Polska                               | Czechosłowacja                       |                                      |                                      |                                      |                                      |                                      | 33   | 35   |
| 1986 | Estonia 21M | Łada   | -                                    | -                                    | -                                    | 12                                   | -                                    | -                                    | -                                    | 33   | 35   |
| 1990 |             |        | Polska                               | Czechosłowacja                       |                                      |                                      |                                      |                                      |                                      | ?    | ?    |
| 1990 | Estonia 25  | Łada   | ?                                    | ?                                    | 4                                    | -                                    |                                      |                                      |                                      | ?    | ?    |

### Sowiecka Formuła Easter
| Rok  | Zespół         | Samochód      | Silnik | Wyniki w poszczególnych eliminacjach | Wyniki w poszczególnych eliminacjach | Wyniki w poszczególnych eliminacjach | Wyniki w poszczególnych eliminacjach | Pkt. | Msc. |
| ---- | -------------- | ------------- | ------ | ------------------------------------ | ------------------------------------ | ------------------------------------ | ------------------------------------ | ---- | ---- |
| 1985 |                |               |        |                                      |                                      |                                      |                                      | 131  | 7    |
| 1985 | Jõud Tallinn   | Estonia-Kongo | Łada   | 10                                   | NU                                   | 1                                    |                                      | 131  | 7    |
| 1986 |                |               |        |                                      |                                      |                                      |                                      | 148  | 3    |
| 1986 | Jõud Tallinn   | Estonia 21M   | Łada   | 4                                    | 3                                    |                                      |                                      | 148  | 3    |
| 1987 |                |               |        |                                      |                                      |                                      |                                      | 215  | 6    |
| 1987 | DOSAAF Tallinn | Estonia 21.10 | Łada   | 7                                    | NZ                                   | 3                                    | 11                                   | 215  | 6    |
| 1988 |                |               |        |                                      |                                      |                                      |                                      | 33   | 24   |
| 1988 | DOSAAF Tallinn | Estonia 21.10 | Łada   | NU                                   | 12                                   | NU                                   |                                      | 33   | 24   |
| 1989 |                |               |        |                                      |                                      |                                      |                                      | 100  | 1    |
| 1989 | DOSAAF Tallinn | Estonia 21.10 | Łada   | 2                                    | 1                                    | 1                                    |                                      | 100  | 1    |

### Sowiecka Formuła 1600
| Rok  | Zespół         | Samochód      | Silnik | Wyniki w poszczególnych eliminacjach | Wyniki w poszczególnych eliminacjach | Wyniki w poszczególnych eliminacjach | Pkt. | Msc. |
| ---- | -------------- | ------------- | ------ | ------------------------------------ | ------------------------------------ | ------------------------------------ | ---- | ---- |
| 1990 |                |               |        |                                      | Łotwa                                |                                      | 40   | 13   |
| 1990 | DOSAAF Tallinn | Estonia 21.10 | Łada   | 5                                    | NU                                   | NU                                   | 40   | 13   |
| 1991 |                |               |        |                                      | Łotwa                                |                                      | 0    | NS   |
| 1991 | DOSAAF Tallinn | Estonia 25    | Łada   | -                                    | NU                                   | -                                    | 0    | NS   |